# Hundheim (Morbach)
Hundheim ist ein Dorf und Ortsbezirk der verbandsfreien Gemeinde Morbach im Landkreis Bernkastel-Wittlich in Rheinland-Pfalz.

## Geographie
Der Dorfkern von Hundheim liegt etwa einen Kilometer von der Hunsrückhöhenstraße entfernt zwischen Morbach und dem Archäologiepark Belginum. Zwei Kilometer südöstlich des Ortes liegt die Burg Baldenau, eine der wenigen Wasserburgen des Hunsrücks. Zu Hundheim gehören auch die Wohnplätze Gipsmühle, die auch Baldenauermühle genannt wird, und der Reinhardshof.

## Geschichte
Hundheim wird erstmals 1281 in einer Urkunde erwähnt. Durch Verpfändung gehörte Hundheim zum späteren kurtrierischen Amt Baldenau. Der Name erklärt sich als Wohnstatt eines Hon oder Hun, eines Hundertschaftsführers. Bei den Franken wurden jeweils 100 Familien zu einer Honnschaft, als kleinste politische Einheit zusammengefasst, und Hundheim ist offenbar der Mittelpunkt eines solchen „Amtsbezirkes“ gewesen.
Am 31. Dezember 1974 wurde die bis dahin eigenständige Gemeinde Hundheim mit seinerzeit 624 Einwohnern in die neu gebildete verbandsfreie Gemeinde Morbach eingegliedert.

## Politik
Hundheim ist gemäß Hauptsatzung einer von 19 Ortsbezirken der Gemeinde Morbach. Er wird politisch von einem Ortsbeirat und einem Ortsvorsteher vertreten.
Der Ortsbeirat von Hundheim besteht aus elf Mitgliedern, die bei der Kommunalwahl am 9. Juni 2024 in einer Mehrheitswahl gewählt wurden, und dem ehrenamtlichen Ortsvorsteher als Vorsitzendem.
Elmar Weber wurde am 20. August 2019 Ortsvorsteher von Hundheim. Bei der Stichwahl am 16. Juni 2019 war er mit einem Stimmenanteil von 59,60 % gewählt worden, nachdem bei der Direktwahl am 26. Mai keiner der ursprünglich vier Bewerber eine ausreichende Mehrheit erreicht hatte. Bei der Direktwahl am 9. Juni 2024 wurde er als einziger Bewerber mit 70,31 % für weitere fünf Jahre in seinem Amt bestätigt.
Webers Vorgänger waren seit 2014 Ulrich Wilbert und seit 1999 Joachim Gutweiler.